# Torneo Acropolis 2013
Il Torneo Acropolis 2013 si è svolto dal 27 al 29 agosto 2013, nell'impianto O.A.K.A. Olympic Indoor Hall di Atene, ed è stato vinto dalla Grecia.

## Squadre partecipanti
- Bosnia ed Erzegovina
- Grecia
- Italia
- Lituania

## Risultati
| Arbitri: | Spyros Gontas Īlia Koromīlas Ademir Zurapović |

|                       |          |               |
| Aradori, Belinelli 15 | Punti    | 18 Kleiza     |
| Belinelli 3           | Assist   | 6 Kalnietis   |
| Cusin 6               | Rimbalzi | 7 Valančiūnas |

| Arbitri: | Ilija Belošević Srđan Dožai Panagiotis Anastopoulos |

|               |          |                               |
| Fōtsīs 13     | Punti    | 13 Teletović, Wright          |
| Spanoulīs 9   | Assist   | 2 Gordić, Teletović, Wright   |
| Perperoglou 8 | Rimbalzi | 5 Đedović, Stipanović, Wright |

| Arbitri: | Ilija Belošević Nikolaos Somos Spyridon Gontas |

|                |          |              |
| Printezīs 23   | Punti    | 13 Kalnietis |
| Spanoulīs 7    | Assist   | 6 Kalnietis  |
| Papanikolaou 7 | Rimbalzi | 5 Kleiza     |

| Arbitri: | Srđan Dožai Īlia Koromīlas Ademir Zurapović |

|                           |          |                        |
| Wright 16                 | Punti    | 15 Aradori, Cinciarini |
| Bavčić, Đedović, Wright 2 | Assist   | 3 Belinelli            |
| Bavčić, Kikanović 6       | Rimbalzi | 8 Cusin                |

| Arbitri: | Srđan Dožai Nikolaos Somos Panagiotis Anastopoulos |

|                     |          |                                    |
| Wright 22           | Punti    | 14 Kleiza, Kuzminskas, Valančiūnas |
| Gordić, Teletović 2 | Assist   | 3 Kalnietis                        |
| Bavčić 8            | Rimbalzi | 8 Kuzminskas                       |

| Arbitri: | Ilija Belošević Anastasios Piloidis Ademir Zurapović |

|             |          |                      |
| Zīsīs 12    | Punti    | 19 Datome            |
| Spanoulīs 6 | Assist   | 2 Cinciarini, Diener |
| Fōtsīs 8    | Rimbalzi | 7 Datome             |

## Classifica
| Pos. | Squadra              | Pt | V - P | Pf - Ps   | Dp  |
| ---- | -------------------- | -- | ----- | --------- | --- |
| 1.   | Grecia               | 6  | 3 - 0 | 247 - 198 | +49 |
| 2.   | Lituania             | 5  | 2 - 1 | 235 - 216 | +19 |
| 3.   | Italia               | 4  | 1 - 2 | 201 - 220 | -19 |
| 4.   | Bosnia ed Erzegovina | 3  | 0 - 3 | 206 - 255 | -49 |